# Sclerophrys gutturalis
Sclerophrys gutturalis es una especie de anfibios anuros de la familia Bufonidae.

## Distribución geográfica y hábitat
Habita en Angola, Botsuana, sur de la República Democrática del Congo, Kenia, Lesoto, Malaui, Mozambique, Namibia, extremo sur de Somalia, Sudáfrica, Suazilandia, Tanzania (incluido el archipiélago de Zanzíbar), Zambia y Zimbabue. Introducida en Mauricio y Reunión. Su rango altitudinal oscila entre 0 y 1800 m s. n. m..
Su hábitat natural incluye bosques tropicales o subtropicales secos, montanos y sabanas secas, zonas de arbustos, praderas, praderas temporalmente inundadas, ríos, lagos de agua dulce, marismas de agua dulce, corrientes intermitentes de agua dulce, tierra arable, tierras de pastos, jardines rurales, áreas urbanas, zonas previamente boscosas ahora muy degradadas, estanques y canales y diques.